# Самсон, Андрей Михайлович
Андрей Михайлович Самсо́н (бел. Андрэй Міхайлавіч Самсон; 30.10.1932 — 18.01.1997) — советский физик, доктор физико-математических наук (1972), профессор (1977).
Родился 30 октября 1932 года в Давид-Городке Брестской области. Там же учился в СШ № 1.
После окончания Белорусского государственного университета (1955) работал в Институте физики АН БССР, в 1973—1996 годах заведующий лабораторией.
Докторская диссертация:
- Методы расчета нестационарной генерации оптических квантовых генераторов : диссертация … доктора физико-математических наук : 01.00.00. — Минск, 1970. — 587 с. : ил.

Лауреат Государственной премии БССР 1976 года. Лауреат Премии Национальной академии наук Белоруссии 1997 года (посмертно).
Сочинения:
- Автоколебания в лазерах / А. М. Самсон, Л. А. Котомцева, Н. А. Лойко; АН БССР, Ин-т физики им. Б. И. Степанова. — Минск : Навука i тэхнiка, 1990. — 279,[1] с. : ил.; 22 см; ISBN 5-343-00622-1
- Высокочастотная автомодуляция излучения лазеров и генерация сверхкоротких импульсов [Текст]. — Минск : Ин-т физики, 1979. — 62 с. : ил.; 21 см. — (Препринт / Ин-т физики АН БССР; № 189).
- Неусточивости в лазерах с периодической модуляцией параметров / А. М. Самсон, С. И. Туровец. — Минск : ИФ, 1986. — 51,[1] с. : граф.; 20 см. — (N438).
- Полистабильность, автоколебания и гистерезис в лазере с просветляющимся фильтром при внешней подсветке / А. М. Самсон, В. А. Ранцевич. — Минск : ИФ, 1987. — 51 с. : ил.; 21 см. — (Препр. Ин-т физики АН БССР; N452).
- Квантовая электроника и лазерная спектроскопия [Текст] / Под ред. д-ра физ.-мат. наук А. М. Самсона ; Ин-т физики АН БССР. — Минск : Наука и техника, 1974. — 512 с. : ил.; 22 см.